# Прекрасна єврейка

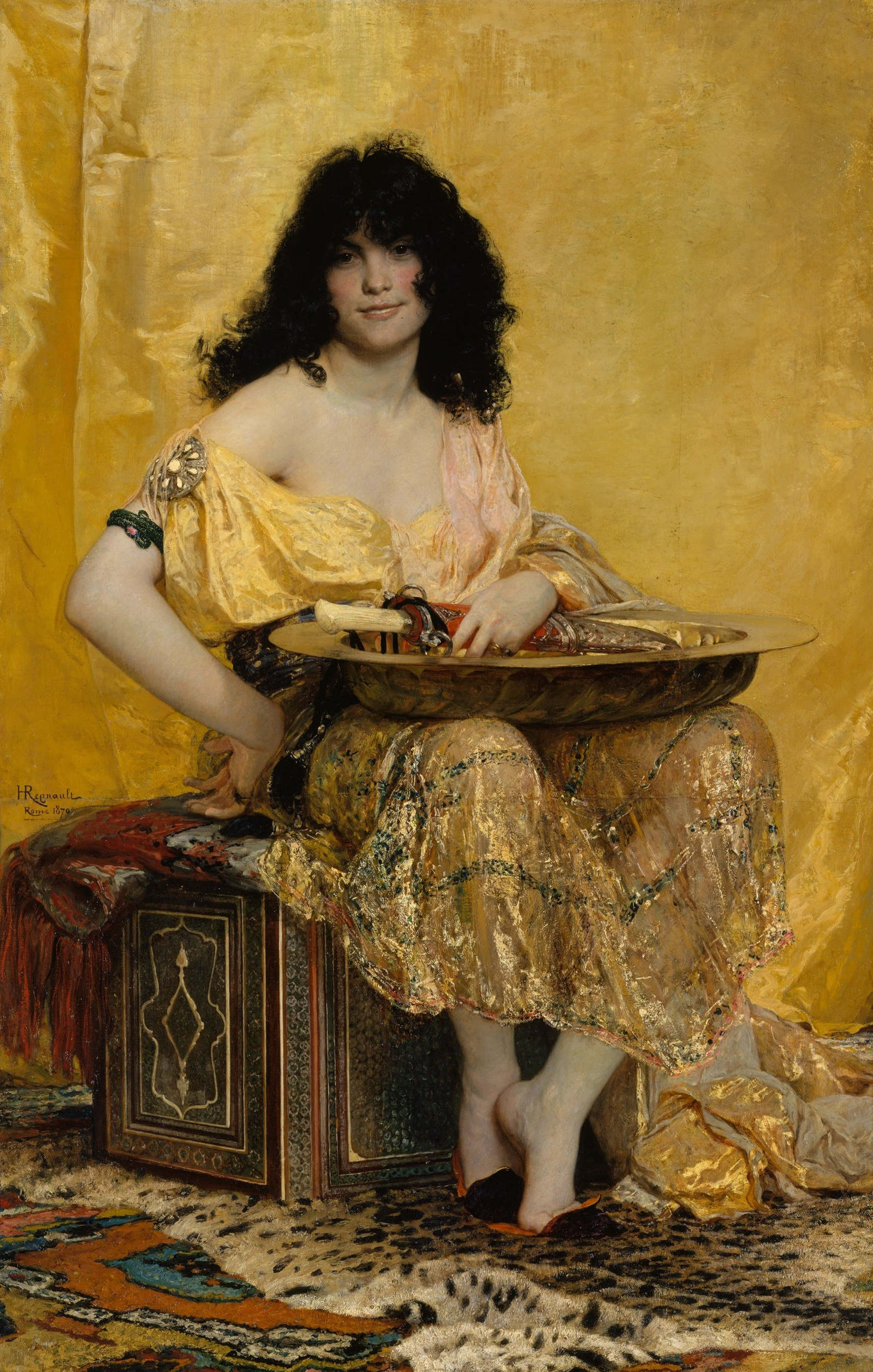
Саломе (1870) Анрі Рено

La belle juive (буквально, Прекрасна єврейка) — це повторюваний мотив з архетипним значенням у мистецтві та літературі, найбільш поширений у європейській романтичній літературі XIX століття. Belle juive зазвичай зображують як самотню, молоду і красиву єврейську жінку у переважно християнському світі.

## Історична довідка
Витоки терміну сягають середньовічної літератури. Зазвичай вважається проявом антисемітизму, насамперед тому, що архетип зазвичай використовується неєврейськими художниками та авторами і часто супроводжується іншими вираженнями антисемітських уявлень з боку творця, призначених для споживання антисемітською аудиторією. Велика Британія, Франція та Німеччина є трьома основними країнами, де архетип прижився та процвітав на культурній арені протягом 19-го та початку 20-го століття.
Образ Прекрасної єврейки формується її стосунками з сусідніми персонажами, найчастіше через християнське кохання або з негідним батьком-євреєм. Існує дві основні категорії образу; перший — «позитивний» і описує її як благородну, розумну, чисту і віддану, можливо, пов'язуючи її з Дівою Марією або загальним принципом християнського мучеництва. Друга — відверто негативна, описує її як хитру, кокетливу, надто сексуальну, небезпечну та руйнівну. Крім їх відмінностей, обидва типи служать одній меті; а саме відволікання уваги християнського героя. Відповідно, є дві прийнятні долі для belle juive; перший — повне підкорення коханцю-християнину, а через нього — християнському світу. Друге — смерть. 
Belle juive поділяє риси з фатальною жінкою. Однак там, де переважно зустрічається фатальна жінка  як продукт мізогінної філософії, belle juive є унікальним продуктом як антисемітизму, так і жіноненависництва. 

## Філософське підґрунтя
Архетип belle juive виявляє антисемітизм і жіноненависництво з боку творця, бо хоча персонажі та конкретні підходи до них змінюються, спільною ниткою для всіх є основна функція єврейки як еротичного символу, дивна і заборонена, яка є унікальною у своїй уразливості та спокусливості. У своєму есе «Єврей та антисеміт» (1946) Жан-Поль Сартр пише:
У фразі «прекрасна єврейка» є особливе сексуальне значення, яке зовсім відрізняється від того, що міститься у словах «красива румунка», «прекрасна гречанка» або «красива американка», наприклад. Ця фраза несе ауру зґвалтування та розправи. «Прекрасна єврейка» — це та, яку козаки під царем тягнули за волосся вулицями палаючого села […] Часто її били, їй іноді вдається уникнути безчестя за допомогою смерті, але це форма справедливості; а ті, хто зберігає свою чесноту, — слухняні слуги чи принижені жінки, закохані в байдужих християн, які одружуються на арійках. Я думаю, що більше нічого не потрібно, щоб вказати місце, яке єврейка займає як сексуальний символ у фольклорі.

## Зовнішність
Типова зовнішність belle juive включає довге, густе, темне волосся, великі темні очі, оливковий відтінок шкіри та млявий вираз обличчя. Часто belle juive представлена в екзотичному східному одязі та прикрасах.

«Єврейка Танжера» (до 1808 р.) Шарля Ланделя, що демонструє стереотипну « belle juive»

## Приклади

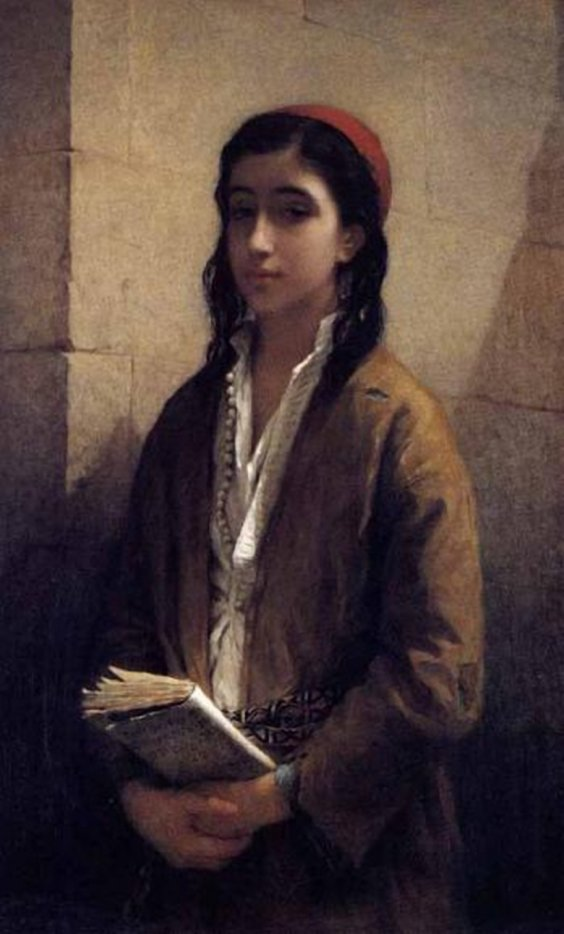
La belle Juive (1865) Генрієти Браун

Мабуть, найвідомішою єврейською героїнею була Рейчел у грандіозній опері Жака Галеві «La Juive» (1835). Рейчел закохується в християнського принца, який маскується під єврея, щоб залицятися до неї. Коли Рейчел усвідомлює обман, вона осуджує його, проклинаючи себе. Кардинал обіцяє їй, що вона врятується, якщо навернеться до християнства. Вона відмовляється і відправляється на смерть в казані з окропом.
Ще одна популярна красуня — Ребекка з роману сера Вальтера Скотта «Айвенго». Ребекка закохується в головного героя, але вони не можуть бути разом, тому що він християнин. Вона жертвує собою заради кохання. Вона піклується про Айвенго протягом усього роману і навіть досить милостива, щоб прощати його майбутню дружину.
Хоча практично вся література про la belle juive є західною роботою, вона може бути про східних персонажів. Відомим прикладом цього архетипу зі східного світу є Сол Хачуель, також відома як Солейка. Сол, марокканська єврейка, сусідка-мусульманка звинувачує її у прийнятті ісламу, а потім відкидає її нововиявлену віру. Сол засуджують до ув'язнення, а потім до смерті. Султан каже їй, що її можна звільнити та винагородити коштовностями та чоловіком, якщо вона навернеться, але вона відмовляється. Її обезголовлюють на міській площі Фес. Пізніше вона стала мученицею як для євреїв, так і для мусульман. Багато іспанських та французьких поетів написали її історію в романтичному стилі, назвавши Сол архетиповою belle juive.
Одним з яскравих прикладів негативно зображеної прекрасної єврейки є Саломія. Початково біблійний персонаж, Саломея спокусливо танцювала для царя Ірода, щоб той відрубав голову Івана Хрестителя. Вона уособлює сексуальність, дурість та небезпеку. Вона була предметом багатьох творів мистецтва, включаючи «Соломею» Оскара Вайльда та її оперну адаптацію Річарда Штрауса, Саломея. В обох представлений її танець для царя Ірода, який називається «Танець семи завіс».
Серед багатьох художніх творів, що зображують «la belle juive», найвідомішими прикладами є «Саломея» Анрі Реньо, «Juive de Tanger en costume d'apparat» Ежен Делакруа, «Tête de juive» Жана Огюста Домініка Енгра та «La belle juive» Генрієти Браун.